# 兵庫県立川西高等学校
兵庫県立川西高等学校（ひょうごけんりつ かわにしこうとうがっこう）は、かつて日本の兵庫県川西市にあった定時制の公立高等学校である。
定時制単独校だが、高等学校卒業程度認定試験合格などにより3年での卒業が可能であった。

## 設置学科
- 普通科

## 沿革
- 1948年 開校
- 2015年3月8日 - 閉校式挙行
- 2015年3月31日 - 閉校（兵庫県立阪神昆陽高等学校に統合）

かつては分校が3校あり、2000年より兵庫県立尼崎南高等学校から所属が変わった宝塚良元校が最後まで存続していたが本校と同じ2015年に閉校した。

## 出身者
- 住田雅清 - 俳優。障害を持つ俳優（脳性麻痺と重度の肢体不自由を患っている。）として活動。宝塚良元校出身。

## 所在地
- 〒666-0025 兵庫県川西市加茂3丁目15番1号
北緯34度48分42.8秒 東経135度24分12.2秒 / 北緯34.811889度 東経135.403389度